# 鳳秀太郎
鳳 秀太郎（ほう ひでたろう、明治5年1月1日（1872年2月9日） - 昭和6年（1931年）9月16日）は、日本の工学者。東京帝国大学工学部教授。電気学会第8代会長。
専門は電気工学で、電気回路に関するテブナンの定理をレオン・シャルル・テブナンとは関係なく独自に発見した。このためこの定理は別称「鳳-テブナンの定理」と呼ばれている。
堺県堺区（現在の大阪府堺市堺区）生まれ。与謝野晶子（旧姓名:鳳志よう）の実兄である。また三男の鳳誠三郎、孫の鳳紘一郎も東京大学教授を務めた。墓所は染井霊園。

## 来歴
- 1903年（明治36年）8月5日 - 電灯及電話掛監督[1]
- 1907年（明治40年）12月18日 - 工学博士号（東京帝国大学工科大学）授与[2]

## 栄典
位階
- 1899年（明治32年）12月20日 - 正七位[3]
- 1903年（明治36年）7月10日 - 従六位[4]
- 1910年（明治43年）2月21日 - 従五位[5]
- 1927年（昭和2年）10月15日 - 従三位[6]

勲章等
- 1912年（大正元年）12月18日 - 勲五等瑞宝章[7]
- 1918年（大正7年）6月29日 - 勲三等瑞宝章[8]
- 1925年（大正14年）6月30日 - 勲二等瑞宝章[9]